# Autonomes
Autonomes is een docufictie van François Bégaudeau uit 2020.

## Synopsis
In het documentaire deel toont de regisseur mensen op het platteland die gekozen hebben voor een alternatieve en autonome levensstijl. Zij kunnen landbouwers zijn of een buurtcafé uitbaten. In het fictieve deel toont hij op humoristische wijze een "man van het bos" die dicht bij overlevingsdrang staat maar verre van autonoom is (het fictieve deel wordt echter nooit als zodanig aangekondigd).

## Rolverdeling
- Alexandre Constant.[1]

## Filmlocaties
De film is opgenomen in de departementen Mayenne en Loire-Atlantique (Soulvache).